# ハイホーTV
株式会社ハイホーTV（ハイホーテレビ）は、日本のテレビ番組制作会社。

## 概要
テレビ番組制作、イベント連動ネット配信番組制作を手がけている。

## 主な番組制作

### 現在
- ホンマでっか!?TV
- 全力!脱力タイムズ
- いただきハイジャンプ
- NIKKEIプラス1をみてみよう
- ハンゲキ
- 見逃せない瞬間
- NONFIX
- お台場APPSラボ
- 特命！スマホゲーム征服宣言！

### 過去
- TOKIOカケル
- 林修のニッポンドリル
- メントレG
- 5LDK
- 百識王
- モウソリスト
- ジャネ〜ノ！？
- ニュースな晩餐会
- 世界おもしろ珍メダル バカデミービデオ大賞
- (株)世界衝撃映像社
- 世界が勝手に太鼓判！コレ神JAPAN
- ガチでガチガチ
- 天下一部闘会！
- FNS26時間テレビ
- ヘキサゴンⅡ26時間テレビ裏側SP
- ジャニーズカウントダウンライブ
- FNS人気番組対抗！オールスタークイズ
- AKB48 ネ申テレビ
- 3秒後のキセキ
- ライオンのごきげんよう